# 152-я стрелковая дивизия (2-го формирования)
152-я стрелковая дивизия — воинское соединение Вооружённых Сил СССР в Великой Отечественной войне.

## История
Формироваться начала 23 декабря 1941 года в Красноуфимске как 430-я стрелковая дивизия, 7 января 1942 переименована в 152-ю стрелковую дивизию. В состав дивизии были призваны военнообязанные 17 национальностей, на 75 % совершенно не обученные.
В действующей армии с 7 апреля 1942 по 1 февраля 1943, с 2 марта 1943 по 1 апреля 1944, с 28 мая 1944 по 14 сентября 1944, с 13 октября 1944 по 1 апреля 1945 и с 20 апреля 1945 по 11 мая 1945.
16 февраля 1942 года дивизия закончила формирование и была передислоцирована в район города Сокола Вологодской области, в апреле 1942 года направлена в распоряжение командующего Карельским фронтом, в Кемь, во второй эшелон войск фронта, затем 30 апреля 1942 переброшена в Мурманск. Насчитывала 11 370 человек личного состава. С 1 мая 1942, переправившись через Кольский залив совершила 80-километровый марш на передовую, чтобы принять участие в оказавшейся безуспешной Мурманской наступательной операции войск 14-й армии с рубежа реки Западная Лица. Двигалась колонной по дороге между Мишуково — Титовка. В связи с тяжёлыми природными условиями потеряла ориентировку, передовые части попали под удар артиллерии.
Дивизия понесла большие потери. Специально созданная комиссия установила, что личный состав дивизии истощён на 80 процентов и дивизия небоеспособна. Замёрзли насмерть 484 человека, а 1683 обморозили ноги, руки, лицо, уши. Ещё 196 бойцов погибли в боях, 28 пропали без вести и 527 получили ранения. 11.05.1942 одним батальоном участвовала в наступлении.
В течение двух недель приводила себя в порядок, затем отведена на мыс Мишуков и переправлена в Мурманск, оттуда 26.05.1942 переправлялась в Кестеньгское направление, снова во второй эшелон, затем 04.07.1942 снова в Мурманск, и вновь на рубеж реки Западная Лица, где дивизия до января 1943 года занимала оборонительные рубежи, сначала во втором эшелоне, с 24.11.1942 — в первом. 21.01.1943 года сдала позиции частям 14-й стрелковой дивизии совершила марш, и эшелонами из Мурманска переправлена в Москву, 20.02.1943, продолжив движение, переброшена на Юго-Западный фронт в район Купянска. 05.03.1943 разгрузилась в Купянске и совершила марш в район Змиёва. Марш снова был исключительно тяжёлым, только если весной 1942 года бойцы оказались в пургу в слишком рано надетом летнем обмундировании, то сейчас в вовремя несменённом зимнем. Переправилась через Северский Донец, вела бои по ликвидации прорыва врага, однако была вынуждена отойти за реку. 17.03.1943 занимает оборону по восточному берегу реки Северский Донец по фронту в 40 километров от Мохнач и через Черкасский Бишкин до Верхнего Бишкина.
10.07.1943 года ведёт бои близ хутора Омельченко Змиёвского района Харьковской области. 12.08.1943 форсировала Северский Донец на фронте Эсхар — Мохнач прорвала оборону противника и начала развивать наступление в общем направлении Чемужовка, Пролетарское в обход города Змиёв. К исходу исходу 14.08.1943 за два дня наступательных боев части дивизии овладели Терновой и Мохначем. К исходу 17.08.1943 части дивизии овладели пунктами Красная Поляна, Левковка, Чемужовка, Бутовка, Черемушная. 18.08.1943 частью сил дивизия обошла Змиёв с запада, другой частью сил ворвалась в город и освободила его, создав плацдарм.
Осенью 1943 года вела тяжёлые бои на подступах к Днепропетровску, в частности, 18.09.1943 освободила Новомосковск.
В сентябре 1943 года вышла на левый берег Днепра в районе Днепропетровска, в двухдневных боях разгромила части противника в Подгородное, Нижнеднепровске и к утру 27.09.1943 очистила от войск противника берег Днепра на участке Кировское, Сугаковские, Ломовка, Нижнеднепровск.
05.10.1943 дивизия, сдавшая свою полосу частям другой дивизии, была выведена в район Подгородное для доукомплектования и подготовки частей к форсированию Днепра. Получила задачу форсировать Днепр и овладеть плацдармом в районе Сухачёвка, Диёвка 1-я, затем, развивая наступление, ударом на Краснополье перерезать противнику пути отхода из Днепропетровска и во взаимодействии с частями, форсирующими Днепр южнее Днепропетровска в районе Кайдаки, окружить и уничтожить днепропетровскую группировку противника.
С 21 по 24.10.1943 дивизия форсирует Днепр (шириной в том месте до 2,5 километра), 24.10.1943 дивизия перешла в наступление с плацдарма, прорвав оборону главные силы дивизии, овладев Диёвка 2-я, повернули на восток и юго-восток. Один полк её занял Кайдаки и развивал наступление на Днепропетровск вдоль берега Днепра, другой нанёс удар в направлении южной окраины Днепропетровска, 25.10.1943 года город был освобождён.
В начале декабря 1943 прорывает оборону противника на подступах к Кривому Рогу без особых успехов, 03.12.1943 сдала полосу частям 6-го гвардейского стрелкового корпуса, сосредоточилась на отдых, пополнение и обучение северо-восточнее Николаевки. 31.12.1943 сменила части 195-й стрелковой дивизии и 353-й стрелковой дивизии в полосе у посёлка Высокий. С 01.01.1944 по 14.01.1944 безуспешно прорывает оборону противника на этом рубеже, потеряв убитыми 844 человека, ранеными 3534 человека.
В ночь на 20.01.1944 г. сдаёт свою полосу 34-й гвардейской стрелковой дивизии и к утру сосредотачивается в районе Екатериновка, Тарасовка.
В феврале 1944 года несколько дней ведёт бои за высоту у станции Девладово в Софиевском районе Днепропетровской области.
Весной 1944 года, участвуя в Одесской операции, освобождала Новоодесский район, в частности сёла Новопетровское, Касперовку (17.03.1944), Воронцовку, Сухой Еланец (20.03.1944) и повела бои за Себино и Гурьевку. С утра 29.03.1944 года части дивизии приступили к форсированию реки Южный Буг в полосе: Н. Петровское, Гурьевка.
Форсировала Днестр под посёлком Слободзея, после чего отведена в резерв.
В мае 1944 года заняла позиции в районе Озаричи (Белоруссия).
В ходе Белорусской операции прорывает оборону противника на Бобруйском направлении, южнее Бобруйска, наступая на Глуск, затем на Слуцк, продолжала наступление в Пружанском районе Брестской области, освободила город Берёза, к осени 1944 года вышла на Нарев севернее Варшавы, после чего отведена в резерв и переброшена в Прибалтику, в район Пренай.
Около месяца находилась в резерве, затем с 13.10.1944 принимает участие в Гумбинненской операции, принимала участие во взятии Шталлупенена 25.10.1944, вышла на подступы к Гумбиннену.
С того же рубежа вела наступление в ходе Восточно-Прусской наступательной операции, отличилась при взятии Гумбиннена, через Алленбург вышла на подступы к укреплённому району Прейсиш-Эйлау.
С 01.04.1945 перебрасывается под Берлин.
С 20.04.1945 продвигается на Берлин, 22.04.1945 получила приказ занять оборону на дугообразном фронте, правым флангом опираясь на Миттенвальде, а левым — на озёра с целью не допустить отхода коттбуской группировки противника на Берлин. 23.04.1945 развёрнутая от Тельтова дивизия 646-м стрелковым полком вышла к Тельтову, а 480-м и 544-м стрелковыми полками завязала бои за Миттенвальде и вышла к Рагову (северо-восточнее Миттенвальде). 24.04.1945 дивизия развернулась от Тельтова. Ведя наступательные бои и отражая контратаки, заняла оборону от Миттенвальде до Кикебуша.
С 29.04.1945 ведёт бои непосредственно в центральных кварталах Берлина: Шарлоттенбург. В 1946 году расформирована.

## Полное название
152-я стрелковая Днепропетровская ордена Ленина Краснознамённая ордена Суворова дивизия

## Подчинение
| Дата            | Фронт (округ)           | Армия                 | Корпус                            | Примечания   |
| --------------- | ----------------------- | --------------------- | --------------------------------- | ------------ |
| 01.01.1942 года | Уральский военный округ | -                     | -                                 | -            |
| 01.02.1942 года | Уральский военный округ | -                     | -                                 | -            |
| 01.03.1942 года | Резерв Ставки ВГК       | -                     | -                                 | -            |
| 01.04.1942 года | Резерв Ставки ВГК       | 58-я армия            | -                                 | -            |
| 01.05.1942 года | Карельский фронт        | -                     | -                                 | -            |
| 01.06.1942 года | Карельский фронт        | 14-я армия            | -                                 | -            |
| 01.07.1942 года | Карельский фронт        | 14-я армия            | -                                 | -            |
| 01.08.1942 года | Карельский фронт        | 14-я армия            | -                                 | -            |
| 01.09.1942 года | Карельский фронт        | 14-я армия            | -                                 | -            |
| 01.10.1942 года | Карельский фронт        | 14-я армия            | -                                 | -            |
| 01.11.1942 года | Карельский фронт        | 14-я армия            | -                                 | -            |
| 01.12.1942 года | Карельский фронт        | 14-я армия            | -                                 | -            |
| 01.01.1943 года | Карельский фронт        | 14-я армия            | -                                 | -            |
| 01.02.1943 года | Резерв Ставки ВГК       | -                     | -                                 | -            |
| 01.03.1943 года | Резерв Ставки ВГК       | -                     | -                                 | -            |
| 01.04.1943 года | Юго-Западный фронт      | 6-я армия             | 15-й стрелковый корпус            | -            |
| 01.05.1943 года | Юго-Западный фронт      | 6-я армия             | 34-й стрелковый корпус            | -            |
| 01.06.1943 года | Юго-Западный фронт      | 6-я армия             | 34-й стрелковый корпус            | -            |
| 01.07.1943 года | Юго-Западный фронт      | 6-я армия             | 34-й стрелковый корпус            | -            |
| 01.08.1943 года | Юго-Западный фронт      | 6-я армия             | 34-й стрелковый корпус            | -            |
| 01.09.1943 года | Юго-Западный фронт      | 1-я гвардейская армия | 34-й стрелковый корпус            | -            |
| 01.10.1943 года | Юго-Западный фронт      | 1-я гвардейская армия | 6-й гвардейский стрелковый корпус | -            |
| 01.11.1943 года | 3-й Украинский фронт    | 46-я армия            | 34-й стрелковый корпус            | -            |
| 01.12.1943 года | 3-й Украинский фронт    | 46-я армия            | 34-й стрелковый корпус            | -            |
| 01.01.1944 года | 3-й Украинский фронт    | 46-я армия            | 6-й гвардейский стрелковый корпус | -            |
| 01.02.1944 года | 3-й Украинский фронт    | 46-я армия            | -                                 | -            |
| 01.03.1944 года | 3-й Украинский фронт    | -                     | -                                 | -            |
| 01.04.1944 года | 3-й Украинский фронт    | 8-я гвардейская армия | -                                 | -            |
| 01.05.1944 года | Резерв Ставки ВГК       | 28-я армия            | 128-й стрелковый корпус           | -            |
| 01.06.1944 года | 1-й Белорусский фронт   | 28-я армия            | 128-й стрелковый корпус           | -            |
| 01.07.1944 года | 1-й Белорусский фронт   | 28-я армия            | 128-й стрелковый корпус           | -            |
| 01.08.1944 года | 1-й Белорусский фронт   | 28-я армия            | 128-й стрелковый корпус           | -            |
| 01.09.1944 года | 1-й Белорусский фронт   | 28-я армия            | 128-й стрелковый корпус           | -            |
| 01.10.1944 года | Резерв Ставки ВГК       | 28-я армия            | 128-й стрелковый корпус           | -            |
| 01.11.1944 года | 3-й Белорусский фронт   | 28-я армия            | 128-й стрелковый корпус           | -            |
| 01.12.1944 года | 3-й Белорусский фронт   | 28-я армия            | 128-й стрелковый корпус           | -            |
| 01.01.1945 года | 3-й Белорусский фронт   | 28-я армия            | 128-й стрелковый корпус           | -            |
| 01.02.1945 года | 3-й Белорусский фронт   | 28-я армия            | 128-й стрелковый корпус           | -            |
| 01.03.1945 года | 3-й Белорусский фронт   | 28-я армия            | 128-й стрелковый корпус           | -            |
| 01.04.1945 года | Резерв Ставки ВГК       | 28-я армия            | 128-й стрелковый корпус           | -            |
| 01.05.1945 года | 1-й Украинский фронт    | 28-я армия            | 128-й стрелковый корпус           | c 20.04.1945 |

## Состав
- 480-й стрелковый полк
- 544-й стрелковый полк
- 646-й стрелковый полк
- 333-й артиллерийский полк
- 257-й отдельный истребительно-противотанковый дивизион
- 122-я (102-я) отдельная разведывательная рота
- 228-й отдельный сапёрный батальон
- 220-й отдельный батальон связи (220-я отдельная рота связи)
- 274-й медико-санитарный батальон
- 212-я отдельная рота химической защиты
- 154-я (200-я) автотранспортная рота
- 443-я полевая хлебопекарня
- 908-й дивизионный ветеринарный лазарет
- 1666-я полевая почтовая станция
- 1085-я полевая касса Госбанка

## Командование

### Командиры
- Вехин, Григорий Иванович (04.01.1942 — 17.05.1943), полковник, с 27.01.43 генерал-майор;
- Каруна, Василий Петрович (17.05.1943 — 30.09.1943), генерал-майор (погиб 30.09.1943);
- Кулижский, Пётр Иванович (06.10.1943 — 16.03.1944), полковник;
- Кузин, Андриан Тимофеевич (17.03.1944 — 19.01.1945), полковник;
- Рыбалка, Григорий Леонтьевич (20.01.1945 — 00.01.1946), полковник;
- Баклаков, Василий Ильич (02.1946 — 07.1946), генерал-майор.

### Заместители командира
- Нестеренко, Игнатий Гаврилович (??.07.1943 — 12.07.1944), полковник

## Награды и наименования
| Награда (наименование)                   | Дата                 | За что награждена |
| ---------------------------------------- | -------------------- | --- |
| Почётное наименование «Днепропетровская» | 25 октября 1943 года | присвоено приказом Верховного Главнокомандующего от 25 октября 1943 года в ознаменование одержанной победы и за отличие в боях при освобождении Днепропетровска. |
| Орден Красного Знамени                   | 1 ноября 1943 года   | награждена указом Президиума Верховного Совета СССР от 1 ноября 1943 года за успешное форсирование реки Днепр, прочное закрепление и расширение плацдарма на западном берегу реки Днепр и проявленные при этом доблесть и мужество.                                     |
| Орден Суворова II степени                | 23 июля 1944 года    | награждена указом Президиума Верховного Совета СССР от 23 июля 1944 года за успешное выполнение заданий командования в боях с немецкими захватчиками при освобождении города Минск, проявленные при этом доблесть и мужество.                                           |
| Орден Ленина                             | 26 апреля 1945 года  | награждена указом Президиума Верховного Совета СССР от 26 апреля 1945 года за образцовое выполнение боевых заданий командования в боях с немецкими захватчиками при разгроме группы немецких войск юго-западнее Кёнигсберга и проявленные при этом доблесть и мужество. |

Награды частей дивизии:
- 480-й стрелковый Инстербургский орденов Кутузова[4] и Александра Невского[5] полк
- 544-й стрелковый ордена Кутузова[4] полк
- 646-й стрелковый ордена Богдана Хмельницкого[6] полк
- 333-й артиллерийский ордена Кутузова[6] полк
- 228-й отдельный сапёрный ордена Красной Звезды[4] батальон
- 220-й отдельный ордена Красной Звезды[4] батальон связи

## Отличившиеся воины дивизии
| Награда | Ф. И. О.                           | Должность                                                                                                  | Звание                       | Дата награждения                                           |
| ------- | ---------------------------------- | --- | ---------------------------- | ---------------------------------------------------------- |
|         | Антонов, Александр Антонович       | Командир батальона 646-го стрелкового полка                                                                | майор                        | 27.06.1945                                                 |
|         | Диденко, Николай Селиверстович     | Разведчик 102-й отдельной разведывательной роты                                                            | красноармеец                 | 23.01.1944 02.04.1944 24.03.1945.                          |
|         | Долговец, Сергей Дмитриевич        | командир расчёта 45-мм орудия 646 стрелкового полка                                                        | старший сержант              | перенагражден орденом Славы I степени 27 февраля 1958 года |
|         | Евстафьев, Георгий Алексеевич      | Командир 102-й отдельной разведывательной роты                                                             | старший лейтенант            | 01.11.1943                                                 |
|         | Вехин, Григорий Иванович           | Командир дивизии                                                                                           | полковник                    | 27.01.1943                                                 |
|         | Кулижский, Пётр Иванович           | Командир дивизии                                                                                           | полковник                    | 01.11.1943                                                 |
|         | Кузьмичёв, Василий Филиппович      | Командир отделения разведки 646-го стрелкового полка                                                       | сержант                      | 22.02.1944                                                 |
|         | Киселёв, Иван Александрович        | Заместитель командира 333-го артиллерийского полка                                                         | майор                        | 22.02.1944                                                 |
|         | Киселёв, Степан Васильевич         | командир роты 544-го стрелкового полка                                                                     | лейтенант                    | 19.03.1944                                                 |
|         | Лебедев, Константин Константинович | командир 646-го стрелкового полка                                                                          | подполковник                 | 01.11.1943                                                 |
|         | Лисовец, Анатолий Степанович       | Наводчик 45-мм пушки 544-го стрелкового полка                                                              | сержант                      | перенагражден орденом Славы I степени 19.08.1955           |
|         | Махиня, Павел Евменович            | командир орудия 333-го артиллерийского полка                                                               | старший сержант              | 25.09.1944                                                 |
|         | Мигунов, Илларион Константинович   | Разведчик 646-го стрелкового полка Помощник командира взвода пешей разведки Командир взвода пешей разведки | красноармеец старший сержант | 30.07.1944 22.02.1945 29.06.1945                           |
|         | Патрин, Михаил Петрович            | Наводчик орудия батареи 76-миллиметровых пушек 646-го стрелкового полка                                    | младший сержант              | 09.12.1943 16.02.1945 27.06.1945                           |
|         | Плетнёв, Пётр Иванович             | Наводчик миномёта батареи 120-мм миномётов 480-го стрелкового полка                                        | сержант                      | перенагражден орденом Славы I степени 19.08.1955           |
|         | Рувинский, Вениамин Абрамович      | Командир 228-го отдельного сапёрного батальона                                                             | капитан                      | 01.11.1943                                                 |
|         | Смирнов, Иван Иванович             | командир орудийного расчёта батареи 76-мм пушек 480-го стрелкового полка                                   | старший сержант              | перенагражден орденом Славы I степени 31.03.1956           |
|         | Тамбиев, Владимир Григорьевич      | Командир отделения взвода разведки 646-го стрелкового полка                                                | сержант                      | 22.02.1944                                                 |
|         | Шершавин, Сергей Иванович          | Командир сапёрного взвода 480-го стрелкового полка                                                         | сержант                      | 26.10.1943                                                 |
|         | Юнин, Иван Михайлович              | Командир батальона 646-го стрелкового полка                                                                | майор                        | 01.11.1943                                                 |
|         | Фатьянов, Михаил Иванович          | Командир дивизиона 333-го артиллерийского полка                                                            | капитан                      | 01.11.1943                                                 |
|         | Сулейманов, Яков Магомед-Алиевич   | Помощник командира взвода 646-го стрелкового полка                                                         | старший сержант              | 19.04.1945                                                 |

| Орден Богдана Хмельницкого III степени: - лейтенант Ермолаев Георгий Васильевич, командир взвода 102 отдельной разведывательной роты. Приказ Военного совета 3 Украинского фронта № 30/н от 11 апреля 1944 г. | Орден Александра Невского: - старший лейтенант Грищенко Алексей Григорьевич, адъютант старший стрелкового батальона 646 стрелкового полка. Приказ Военного совета 8 гвардейской армии № 227/н от 17 мая 1944 г. - капитан Земляченко Иван Захарович, командир стрелкового батальона 646 стрелкового полка. Приказ Военного совета 8 гвардейской армии № 214/н от 28 апреля 1944 г. - старший лейтенант Рытов Константин Матвеевич, адъютант старший стрелкового батальона 646 стрелкового полка. Приказ Военного совета 8 гвардейской армии № 227/н от 17 мая 1944 г. |

## Память
- Монумент на берегу Днепра в Днепропетровске.
- Улица имени 152-й стрелковой дивизии в Днепропетровске.
- Улица имени 152-й стрелковой дивизии в Харькове.
- Улица имени 152-й стрелковой дивизии и памятник в посёлке Эсхар, Чугуевского района.
- Улица имени 152-й стрелковой дивизии в Уральске.
- Улица имени 152-й стрелковой дивизии в Ульяновске.